# Суградица
Суградица је врста високе падавине карактеристична за летњи део године. Излучује се у виду прозирних ледених зрнаца сферног или неправилног облика. Њихов пречник достиже максимално до пет милиметара. Приликом удара о тло одскачу, али се не ломе.